# Beiriz
Beiriz é uma zona suburbana da Póvoa de Varzim, em Portugal, pertencendo à União das Freguesias de Póvoa de Varzim, Beiriz e Argivai. Paróquia muito antiga, foi também sede da extinta Freguesia de Beiriz que esteve em vigor entre 1836 e 2013.
A Freguesia de Beiriz foi extinta (agregada), em 2013, no âmbito de uma reforma administrativa nacional, tendo sido agregada às Freguesias de Argivai e Póvoa de Varzim, para criar a União das Freguesias de Póvoa de Varzim, Beiriz e Argivai.

## História
Beiriz teria tido uma necrópole na época Romana, tendo sido encontrados um cipo votivo ao deus Marte e um pedestal a Cornélio.
Beiriz tem origem numa villa medieval denominada Villa Viarizi, conforme um documento de 1044. É paróquia antiga, já existia no século XI com o título "Sancta Eolalia de Viariz". A partir do século XVI, a paróquia de Beiriz é classificada como Abadia da Mitra. Os abades saiam do alto clero, da fidalguia bracarense. Um dos últimos é D. António da Fonseca Moniz, depois bispo do Porto.
A igreja actual data de 1872 e financiada, em grande parte, por emigrantes no Brasil.
Note-se contudo que Varzim era, desde a fundação do condado portucalense, um vasto território feudal com autonomia administrativa e militar, uma honra de cavaleiros, abarcando todo o território desde a costa aos montes de Laundos e Terroso.
Até 1836 era uma paróquia no termo de Barcelos, entre 1836 e 1853 foi anexada, como freguesia civil, ao concelho de Vila do Conde, passando nessa data para o concelho da Póvoa de Varzim. 

## Geografia
Beiriz é periurbana, que se faz notar pelas suas quintas, nomeadamente a Quinta da Tapada, a Quinta de Beiriz e outras. A freguesia tem 15 localidades e é dominada por casas unifamiliares com um ou dois pisos, desde casario tradicional e casarões a casas unifamiliares de feição suburbana nos lugares próximos à cidade.
Junto à igreja paroquial, a Quinta da Tapada, densamente arborizada, domina a parte central, envolvida por lugares compactos onde vive metade da população, afastada do centro da cidade, em que se destacam Pedreira, Cutéres, Quintã e Igreja. 

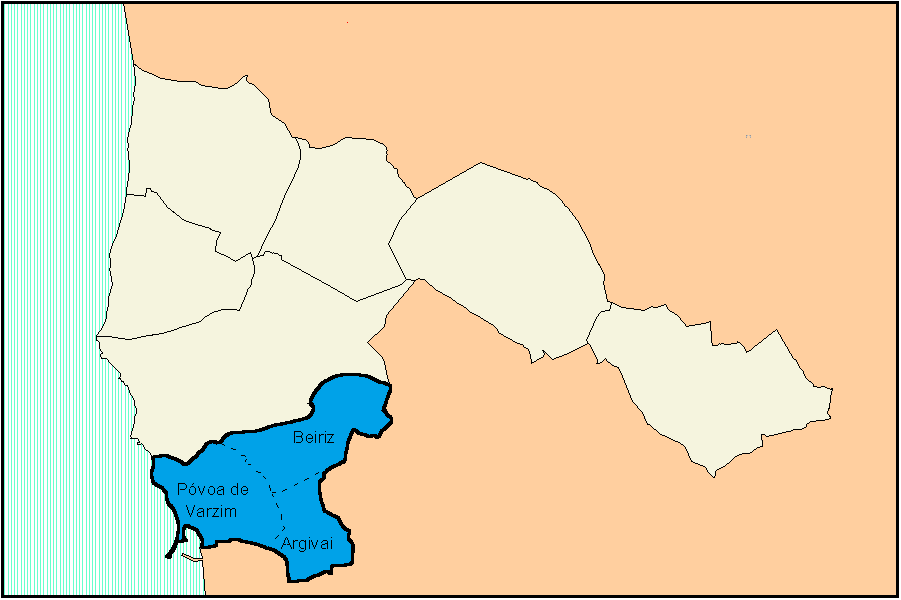
Freguesias do município da Póvoa de Varzim. A azul a freguesia de Póvoa de Varzim, Beiriz e Argivai (a tracejado os limites das antigas freguesias).

Os lugares de Paredes, Mau Verde e Penela demonstram carácter suburbano, afectados pela proximidade do centro da cidade. Os antigos lugares da Giesteira, Penouces e Arroteia são zonas da cidade da Póvoa de Varzim, constituindo a parte da cidade denominada Giesteira. 
O pequeno lugar de Calves, na periferia urbana, nota-se pelas villas românticas, o aqueduto de Santa Clara percorrendo os campos e a fábrica de tapetes de Beiriz.

## Demografia
Nº de habitantes
| Lugar           | População (2011) |
| --------------- | ---------------- |
| Beiriz de Baixo | 126              |
| Calves          | 18               |
| Cutéres         | 103              |
| Fraião          | 191              |
| Fonte Nova      | 62               |
| Igreja          | 111              |
| Mau Verde       | 45               |
| Outeiro         | 126              |
| Paredes         | 243              |
| Pedreira        | 652              |
| Penela          | 433              |
| Póvoa de Varzim | 750              |
| Quintã          | 369              |
| Silvas          | 325              |
| Xisto           | 129              |

## Património
- Residência Paroquial (Casarão do século XVIII)
- Igreja Paroquial de Beiriz
- Tapetes de Beiriz